# Rhanteriopsis microcephala
Rhanteriopsis microcephala là một loài thực vật có hoa trong họ Cúc. Loài này được (Boiss.) Rauschert miêu tả khoa học đầu tiên năm 1982.